# Liste der Baudenkmale in Ebergötzen
In der Liste der Baudenkmale in Ebergötzen sind alle Baudenkmale der niedersächsischen Gemeinde Ebergötzen im Landkreis Göttingen aufgelistet. Stand der Liste das Jahr 1997.

## Allgemein
Ebergötzen wurde als Evergotesham im Jahre 1013 das erste Mal urkundlich erwähnt.
In den Spalten befinden sich folgende Informationen:
- Lage: die Adresse des Baudenkmales und die geographischen Koordinaten. Kartenansicht, um Koordinaten zu setzen. In der Kartenansicht sind Baudenkmale ohne Koordinaten mit einem roten Marker dargestellt und können in der Karte gesetzt werden. Baudenkmale ohne Bild sind mit einem blauen Marker gekennzeichnet, Baudenkmale mit Bild mit einem grünen Marker.
- Bezeichnung: Bezeichnung des Baudenkmales
- Beschreibung: die Beschreibung des Baudenkmales. Unter § 3 Abs. 2 NDSchG werden Einzeldenkmale und unter § 3 Abs. 3 NDSchG Gruppen baulicher Anlagen und deren Bestandteile ausgewiesen.
- ID: die Objekt-ID des Baudenkmales
- Bild: ein Bild des Baudenkmales, ggf. zusätzlich mit einem Link zu weiteren Fotos des Baudenkmals im Medienarchiv Wikimedia Commons. Wenn man auf das Kamerasymbol klickt, können Fotos zu Baudenkmalen aus dieser Liste hochgeladen werden:

## Ebergötzen
| Lage                                             | Bezeichnung                                                                                             | Beschreibung | ID       | Bild           |
| ------------------------------------------------ | --- | --- | -------- | -------------- |
| Göttinger Straße 7 51° 34′ 8″ N, 10° 5′ 59″ O    | Amtshof Göttinger Straße 7 (Baudenkmal-Gruppe)                                                          | Hier befand sich das Forstamt Radolfshausen und heute befindet sich hier das Europäische Brotmuseum. Im Jahre 1508 erbaute Dietrich von Plesse eine Wasserburg. Diese wurde aber im Dreißigjährigen Krieg zerstört.                                                                                            | 35228882 | Weitere Bilder |
| Göttinger Straße 7 51° 34′ 8″ N, 10° 5′ 58″ O    | Bergfried                                                                                               | Burg Radolfshausen, Einzeldenkmal der Baudenkmal-Gruppe Amtshof Göttinger Straße 7 (ID 35228882) | 35247953 |                |
| Göttinger Straße 7 51° 34′ 8″ N, 10° 5′ 57″ O    | sog. Wallkeller                                                                                         | Einzeldenkmal der Baudenkmal-Gruppe Amtshof Göttinger Straße 7 (ID 35228882) | 41426109 | BW             |
| Göttinger Straße 7 51° 34′ 9″ N, 10° 5′ 58″ O    | Keller                                                                                                  | Einzeldenkmal der Baudenkmal-Gruppe Amtshof Göttinger Straße 7 (ID 35228882) | 41426128 | BW             |
| Göttinger Straße 7 51° 34′ 8″ N, 10° 5′ 59″ O    | Amtshaus                                                                                                | Einzeldenkmal der Baudenkmal-Gruppe Amtshof Göttinger Straße 7 (ID 35228882) | 35247931 |                |
| Göttinger Straße 7 51° 34′ 7″ N, 10° 6′ 1″ O     | Remise Amtshof Ebergötzen                                                                               | Einzeldenkmal der Baudenkmal-Gruppe Amtshof Göttinger Straße 7 (ID 35228882) | 35248637 |                |
| Göttinger Straße 7 51° 34′ 6″ N, 10° 5′ 59″ O    | Fruchtboden und Stall                                                                                   | Einzeldenkmal der Baudenkmal-Gruppe Amtshof Göttinger Straße 7 (ID 35228882) | 35247975 | BW             |
| Göttinger Straße 7 51° 34′ 8″ N, 10° 6′ 4″ O     | Bockwindmühle                                                                                           | Einzeldenkmal der Baudenkmal-Gruppe Amtshof Göttinger Straße 7 (ID 35228882) | 35248592 |                |
| Göttinger Straße 7 51° 34′ 6″ N, 10° 5′ 57″ O    | Sandsteineinfriedung außen und innen                                                                    | Einzeldenkmal der Baudenkmal-Gruppe Amtshof Göttinger Straße 7 (ID 35228882) | 35248727 |                |
| Göttinger Straße 7 51° 34′ 9″ N, 10° 5′ 59″ O    | Kopflindenallee                                                                                         | Einzeldenkmal der Baudenkmal-Gruppe Amtshof Göttinger Straße 7 (ID 35228882) | 41426191 |                |
| Göttinger Straße 8 51° 34′ 12″ N, 10° 5′ 59″ O   | Wohn-/Wirtschaftsgebäude                                                                                | | 35248021 |                |
| Herzberger Straße 36 51° 34′ 18″ N, 10° 6′ 27″ O | Evangelische Kirche St. Cosmas und Damian                                                               | Die evangelische Kirche wurde 1772 erbaut. Es ist ein verputzter Saalbau, der Westturm nimmt fast die gesamte Breite der Kirche ein. Der breite quadratische Turm prägt so das Bild der Kirche. Einzeldenkmal der Baudenkmal-Gruppe Herzberger Straße 36, Ev.-luth. Kirche St. Cosmas und Damian (ID 47004086) | 35248041 | Weitere Bilder |
| Herzberger Straße 36 51° 34′ 18″ N, 10° 6′ 28″ O | Friedhof                                                                                                | Einzeldenkmal der Baudenkmal-Gruppe Herzberger Straße 36, Ev.-luth. Kirche St. Cosmas und Damian (ID 47004086) | 35248062 |                |
| Herzberger Straße 36 51° 34′ 19″ N, 10° 6′ 28″ O | Stützmauer                                                                                              | Einzeldenkmal der Baudenkmal-Gruppe Herzberger Straße 36, Ev.-luth. Kirche St. Cosmas und Damian (ID 47004086) | 35248083 |                |
| Herzberger Straße 35 51° 34′ 19″ N, 10° 6′ 24″ O | Wohnhaus                                                                                                | Ehemaliges Schulhaus, erbaut 1830 | 35248104 |                |
| Herzberger Straße 38 51° 34′ 19″ N, 10° 6′ 29″ O | Pfarrhaus                                                                                               | Ehemaliges Pfarrhaus der ev. Kirche. Zweigeschossiger Fachwerkbau mit Krüppelwalmdach in exponierter Lage. Entworfen 1793 durch Georg Heinrich Borheck und O.L. Scheidemann. Heute Nutzung als Kindergarten. Der Staketzaun an der Seite zur Kirche ist ebenfalls denkmalgeschützt. (ID 35248616)              | 35248124 |                |
| Hohler Graben 5 51° 34′ 14″ N, 10° 6′ 41″ O      | Wohnhaus                                                                                                | | 35248145 |                |
| Hohler Weg 2 51° 34′ 20″ N, 10° 6′ 32″ O         | Hofanlage                                                                                               | Das Wohnhaus des Hofes ist das älteste Haus des Ortes. Es wurde Ende des 16. Jahrhunderts erbaut. Einzeldenkmal der Baudenkmal-Gruppe Hofanlage Hohler Weg 2 (ID 35228953) | 35248165 |                |
| Lindenweg 51° 34′ 2″ N, 10° 5′ 56″ O             | Sandsteinbrücke                                                                                         | | 35248187 |                |
| Mühlengasse 8 51° 34′ 14″ N, 10° 6′ 24″ O        | Wilhelm-Busch-Mühle, ugs. Max-und-Moritz-Mühle, ehem. auch Bachmannsche Mühle, Nieder- oder Herrenmühle | Die Mühle wurde wahrscheinlich im 18. Jahrhundert errichtet. Einzeldenkmal der Baudenkmal-Gruppe Mühlengasse 8 (ID 35228897) | 35248208 | Weitere Bilder |
| Mühlengasse 8 51° 34′ 13″ N, 10° 6′ 23″ O        | Nebengebäude                                                                                            | Einzeldenkmal der Baudenkmal-Gruppe Mühlengasse 8 (ID 35228897) | 35248231 |                |

## Holzerode
| Lage                                            | Bezeichnung                    | Beschreibung | ID       | Bild           |
| ----------------------------------------------- | ------------------------------ | --- | -------- | -------------- |
| Dorfstraße 1 51° 35′ 43″ N, 10° 3′ 52″ O        | Wohnhaus                       | | 35248336 | BW             |
| Dorfstraße 2 51° 35′ 44″ N, 10° 3′ 54″ O        | Wohnhaus                       | Einzeldenkmal der Baudenkmal-Gruppe Hofanlage Dorfstraße 2 (ID 43747982) | 35248356 |                |
| Dorfstraße 2 51° 35′ 44″ N, 10° 3′ 54″ O        | Stall                          | Einzeldenkmal der Baudenkmal-Gruppe Hofanlage Dorfstraße 2 (ID 43747982) | 43748011 |                |
| Dorfstraße 2 51° 35′ 44″ N, 10° 3′ 55″ O        | Scheune                        | Einzeldenkmal der Baudenkmal-Gruppe Hofanlage Dorfstraße 2 (ID 43747982) | 43748049 |                |
| Dorfstraße 2 51° 35′ 43″ N, 10° 3′ 55″ O        | Remise                         | Einzeldenkmal der Baudenkmal-Gruppe Hofanlage Dorfstraße 2 (ID 43747982) | 43748028 |                |
| Dorfstraße 18 51° 35′ 49″ N, 10° 3′ 48″ O       | Wohn-/Wirtschaftsgebäude       | Einzeldenkmal der Baudenkmal-Gruppe Dorfstraße 18,20 (ID 35228911) | 35248376 | BW             |
| Dorfstraße 20 51° 35′ 50″ N, 10° 3′ 46″ O       | Wohnhaus                       | Einzeldenkmal der Baudenkmal-Gruppe Dorfstraße 18,20 (ID 35228911) | 35248398 | BW             |
| Dorfstraße 21 51° 35′ 48″ N, 10° 3′ 46″ O       | Evangelisch-reformierte Kirche | Erbaut 1738. Dreiachsiger Rechtecksaal mit Portal an der südlichen Längsseite. Dach mit Halbwalm an den Schmalseiten und Dachreiter an der Westseite. Im Innern Orgel aus dem Jahre 1840. Einzeldenkmal der Baudenkmal-Gruppe Dorfstraße 21,23 (ID 35228925) | 35248420 |                |
| Dorfstraße 23 51° 35′ 49″ N, 10° 3′ 46″ O       | Wohnhaus                       | Schlichtes, zweistöckiges Fachwerkhaus mit Halbwalm, inschriftlich datiert 1825. Ehemalige Dorfschule. Einzeldenkmal der Baudenkmal-Gruppe Dorfstraße 21,23 (ID 35228925) | 35248442 |                |
| Hünstollenstraße 15 51° 35′ 42″ N, 10° 3′ 48″ O | Wohnhaus                       | Möglicherweise besteht kein Denkmalschutz mehr, da im Denkmalatlas 2020 kein Eintrag erfolgte. |          | BW             |
| 51° 35′ 15″ N, 10° 2′ 57″ O                     | Wüstung Moseborn, Mäuseturm    | Der Mäuseturm ist der Kirchturm der ehemaligen Kirche St. Crucis des wüst gewordenen Dorfes Moseborn. Er ist 13 Meter hoch und hat eine Grundfläche von 5,65 Meter mal 6,20 Meter. Die Wüstung Moseborn befindet sich einen Kilometer südwestlich von Holzerode. Das Dorf wurde wahrscheinlich im 12./13. Jahrhundert gegründet und fiel im Spätmittelalter wüst. | 35248316 | Weitere Bilder |
| Mühlenstraße 4 51° 35′ 40″ N, 10° 3′ 54″ O      | Wohnhaus                       | | 35248510 | BW             |
| Mühlenstraße 15 51° 35′ 33″ N, 10° 3′ 58″ O     | Wohnhaus                       | | 35248530 | BW             |
| Obere Straße 13 51° 35′ 45″ N, 10° 3′ 44″ O     | Wohnhaus                       | | 35248572 | BW             |